# Леки крайцери тип „Тре Крунур“
Тре Крунур (на шведски: Tre Kronor) са серия леки крайцери на Шведския флот. Първите и последни истински леки крайцери на шведския флот.

## История на създаването
След началото на Втората световна война в Швеция започват изследвания, касаещи корабите. Техните резултати са неутешителни: шведския флот има нужда от бързоходни съдове, въоръжени с артилерия среден калибър. Швеция безуспешно води преговори със САЩ и Италия, все пак от Италия успяват да закупят проектна документация, удовлетворяваща изискванията им. Поръчката за строителство на крайцерите „Tre Kronor“ (Три корони) и „Gota Lejon“ е дадена на корабостроителници в Гьотеборг. Строителството им започва през 1943 г., а изменения в проекта не са правени.
Главната артилерия калибър 152 mm е първоначално проектирана от компанията Bofors за ВМФ на Нидерландия, но нападението на Германия над Холандия води до отмяна на поръчката. Важно достойнство на конструкцията, която е поставена на шведските крайцери, е възможността да се използват тези оръдия за огън по самолети.
Крайцерът „Tre Kronor“ е спуснат на вода на 16 декември 1944 г., в строй влиза на 25 октомври 1947 г. (сроковете се проточват поради стачки на работниците в корабостроителницата). Но към момента на влизане на крайцера в строй условията на морската война рязко са изменени: главни заплахи вече са реактивната авиация и ядреното оръжие. За това в периода 1949 – 1950 г. корабът е подложен на модернизация (закрит е с броня открития мостик, изменена е конфигурацията на зенитната артилерия).
Крайцерът „Gota Lejon“ е спуснат на вода на 17 ноември 1944 г., в строй влиза на 15 декември 1947 г. (сроковете са надхвърлени по същата причиина). Gota Lejon е подложен на модернизации отначала в периода 1949 – 1950 г., а след това в периода 1957 – 1958 (обновени са зенитните оръдия и системата за управление на огъня). Шест оръдия калибър 40 mm са сменени с 57 mm, а останалите са сменени с по-нови модели.
Скоростта на хода на двата крайцера е по-висока, отколкото предвижданата по проект. В историята даже влиза регатата между съветския крайцер „Свердлов“ и „Gota Lejon“, която се състои по време на прехода през Северно море след провеждане на парад на кораби в Спитхед по случай коронацията на Елизабет Втора. Крайцерът „Свердлов“ безуспешно се опитва да догони плаващия пред него „Gota Lejon“.
Независимо от своите добри характеристики, двата крайцера се оказват доста скъпи за експлоатация. За това още през 1958 г. те са извадени от предната линия. „Tre Kronor“ е отписан през 1963 г. и постепенно разрязан за скрап в следващите години. Неговият корпус се използва като понтонен мост до 1993 г., докато не е продаден в Норвегия.
„Gota Lejon“ е върнат в строй и пребоядисан преди участието му в маневри 1963 – 1964 г., а след маневрите кораба отново е изваден в резерва. Отписването и разрязването за скрап са планирани за 1970 г., но през 1971 г. крайцерът е продаден на Чили. В чилийския флот кораба служи под името „Алмиранте Латоре“ (на испански: Almirante Latorre). През 1984 г., 40 години след спускането му на вода, той е отписан, а година след това е продаден за скрап в Тайван.

## История на службата
„Тре Крунур“ (на шведски: HSwMS Tre Kronor) – заложен на 27 август 1943 г., спуснат на 16 декември 1944 г., влиза в строй на 25 октомври 1947 г.
„Гота Лейон“ (на шведски: HSwMS Göta Lejon) – заложен 27 август 1943 г., спуснат на 17 ноември 1945 г., влиза в строй на 15 декември 1947 г.

## Коментари
1. ↑  Всички данни са към момента на влизане в строй.